# Соломенский железнодорожный путепровод
Соломенский железнодорожный путепровод — путепровод над улицами Василия Липковского и Льва Толстого в районе площади Петра Кривоноса на железнодорожной трассе Киев-Нежин. Сооружен в 1950-51-х годах.

## История создания
Первый путепровод был сооружён при строительстве железнодорожной ветки между станциями «Киев-Московский» и «Киев-1 Пассажирский» в 1892 году. Это был однопрогонное металлическое сооружение на каменных опорах с двумя железнодорожными колеями. Впоследствии переезд был расширен, количество колей — увеличено.
В 1941 году, с началом военных действий на территории СССР путепровод был взорван. В 1943-44 годах на его фундаменте соорудили временный путепровод из металлических двутавровых балок на деревянных рамах.
К 50-м годам 20-го века движение в районе Соломенки значительно усилилось и существующий путепровод по конструктивным параметрам и габаритам морально устарел и требовал замены. Поэтому в 1947-50 годах архитектором Г.Домашенко и инженером Ф.Гордеевым в киевском филиале «Союзтранспорпроекта» был разработан технический проект нового путепровода. Работы по этому проекту были проведены в 1950-51 годах.

## Особенности конструкции путепровода
Основной задачей проекта было обеспечение движения грузового транспорта под путепроводом при условии сохранения трамвайной линии. Для решения этих задач первоначально был выбран вариант трёхпрогонной конструкции, в которой трамвайные колеи пропускались через средний прогон. Впоследствии проект был упрощён с изменением конструкции на двухпрогонную. Для обеспечения работы трамваев высота проезда составила 4,5 метра, ширина проездов составила 175 метров.
Путепровод был построен из железобетонных плит индивидуальной планировки и состоит из двух секций (на 5 и на 2 колеи). Стояки выполнены из бутобетона. Фундаментные опоры — железобетонные цельные подушки с шириной путепровода и глубиной закладки 2,9 метров. Имеется подземная галерея для коммуникаций под одним из тротуаров.